# Лима, Франсиско Говиньо
Франси́ско Гови́ньо Ли́ма (порт.-браз. Francisco Govinho Lima; род. 17 апреля 1971, Манаус) — бразильский футболист, опорный полузащитник; тренер.

## Карьера
Воспитанник молодёжной школы «Сан-Паулу». Европейскую карьеру начал в 25 лет в турецком «Газиантепспоре». Затем играл в клубах Швейцарии и Италии. В 2004 году подписал контракт с московским «Локомотивом». В составе «Локомотива» чемпион России 2004, бронзовый призёр чемпионата России 2005, обладатель Суперкубка России 2005. В январе 2006 года был отдан в аренду в «Катар СК», из которого через полгода перешёл в московское «Динамо». С января 2007 года играл за итальянскую команду «Брешиа». В июле 2008 года перешёл в американский «Сан-Хосе Эртквейкс», выступающий в MLS. В январе 2009 года покинул «Сан-Хосе» и вскоре подписал контракт с командой «Таранто» из третьей итальянской лиги. В 2010 году вернулся в Бразилию. В 2016 году в возрасте 45 лет возобновил карьеру в клубе «Фаст» из родного Манауса.
Лима не был заигран ни за одну сборную, однако имел такие возможности:
Сёмин хотел, чтобы я выступал за сборную России, но я отказался. Я рассчитывал попасть в сборную Бразилии. Точно так же я отказал сборной Италии, которая выиграла ЧМ-2006. Как раз в год того мундиаля меня звал Липпи, но я отказал по той же причине — хотел играть за сборную Бразилии. Увы, не сложилось, хотя Сколари обещал вызвать меня ещё на ЧМ-2002.

## Достижения
- Суперкубок Италии: 2001
- Чемпион России: 2004
- Суперкубок России: 2005